# Лісовий договір
Лісовий договір, або Лісова угода — короткометражний мультфільм українського виробництва 1937 року.
Режисерами мультфільму стали учні В'ячеслава Левандовського: Іполит Лазарчук, Євген Горбач.
Мультфільм мав стати першим кольоровим мультфільмом України, але не вистачило фінансування.

## Сюжет
Звірі укладають угоду — працювати та жити у мирі. До їхньої «Ліги націй» долучається лисиця, яка, приспавши пильність своїх сусідів солодкавою мелодією картинки із зображенням голуба миру на ній, підступно порушує угоду.